# Grand Prix de Fourmies 2024
Il Grand Prix de Fourmies 2024, novantunesima edizione della corsa, valida come trentottesima prova dell'UCI ProSeries 2024 categoria 1.Pro e come quindicesima prova della Coppa di Francia 2024, si svolse l'8 settembre 2024 su un percorso di 197,7 km, con partenza e arrivo a Fourmies, in Francia. La vittoria fu appannaggio dell'olandese Arvid de Kleijn, il quale completò il percorso in 4h29'07", alla media di 44,078 km/h, precedendo il belga Gerben Thijssen e il norvegese Søren Wærenskjold.
Sul traguardo di Fourmies 125 ciclisti, dei 135 partiti dalla medesima località, portarono a termine la competizione.

## Squadre e corridori partecipanti
| N.    | Cod. | Squadra                         |
| ----- | ---- | ------------------------------- |
| 1-7   | ADC  | Alpecin-Deceuninck              |
| 11-16 | JAY  | Team Jayco AlUla                |
| 21-27 | ARK  | Arkéa-B&B Hotels                |
| 31-37 | IWA  | Intermarché-Wanty               |
| 41-47 | DAT  | Decathlon AG2R La Mondiale Team |
| 51-57 | COF  | Cofidis                         |
| 61-67 | GFC  | Groupama-FDJ                    |
| 71-77 | LTD  | Lotto Dstny                     |
| 81-87 | UXM  | Uno-X Mobility                  |
| 91-97 | TEN  | TotalEnergies                   |

| N.      | Cod. | Squadra                    |
| ------- | ---- | -------------------------- |
| 101-107 | TUD  | Tudor Pro Cycling Team     |
| 111-117 | EUS  | Euskaltel-Euskadi          |
| 121-127 | PTK  | Team Polti Kometa          |
| 131-137 | COR  | Corratec Vini Fantini      |
| 141-147 | TFB  | Team Flanders-Baloise      |
| 151-157 | BWB  | Bingoal WB                 |
| 161-167 | UCN  | CIC U Nantes Atlantique    |
| 171-177 | NMC  | Nice Métropole Côte d'Azur |
| 181-187 | AUB  | St Michel-Mavic-Auber93    |
| 191-197 | VRR  | Van Rysel-Roubaix          |

## Ordine d'arrivo (Top 10)
| Pos. | Corridore           | Squadra       | Tempo    |
| ---- | ------------------- | ------------- | -------- |
| 1    | Arvid de Kleijn     | Tudor         | 4h29'07" |
| 2    | Gerben Thijssen     | Intermarché   | s.t.     |
| 3    | Søren Wærenskjold   | Uno-X         | s.t.     |
| 4    | Milan Fretin        | Cofidis       | s.t.     |
| 5    | Hugo Page           | Intermarché   | s.t.     |
| 6    | Jensen Plowright    | Alpecin       | s.t.     |
| 7    | Emilien Jeannière   | TotalEnergies | s.t.     |
| 8    | Jon Aberasturi      | Euskaltel     | s.t.     |
| 9    | Gianluca Pollefliet | Decathlon     | s.t.     |
| 10   | Laurence Pithie     | Groupama      | s.t.     |